# Schloss Berleburg (Schlitz)
Das Schloss Berleburg, auch Villa Wittgenstein oder Berleburg genannt, ist ein neuzeitliches Herrenhaus in der Herrngartenstraße 24 der Stadt Schlitz im Vogelsbergkreis in Hessen.

## Geschichte
1859 beauftragte Franz von Sayn-Wittgenstein-Berleburg, der Schwager des Grafen Carl von Schlitz, genannt von Goertz, den Architekten Hugo von Ritgen (Restaurator der Wartburg) mit der Erbauung des Schlosses.
Die Villa wurde als Forstmeisterwohnung und Alterssitz gräflicher Familienangehöriger genutzt. In den 1930er Jahren fungierte die Villa als Sportschule der SA und als Jugendherberge und Schullandheim. Im Zweiten Weltkrieg wurden französische Kriegsgefangene darin untergebracht und der gegenüberliegende Küchentrakt beherbergte lange Zeit die Berufsschule für Hauswirtschaft.

## Baubeschreibung
Die Villa, heute in Privatbesitz, besteht aus einem prachtvollen Fachwerkbau im Stile des Historismus über einem massiven Erdgeschoss mit dem gotischen Stil nachempfundenen Schmuckelementen wie Andreaskreuzen, Nasenbesatz und Dreipasseinsätzen. Auf südöstlicher Seite sind zwei abgestufte Vorbauten (zweigeschossig und eingeschossig) in Fachwerk angeschlossen. Auf südwestlicher Seite ist ein polygonales Erkertürmchen mit verschieferter spitzer Turmhaube eingesetzt. Das in Ost-West-Richtung liegende Haus ist ein Zwerchhaus mit Zwerchdach und mit zueinander versetzten nord/südlichen gedeckten Dreiecksgiebeln, südlich ist dieser als Auslucht vorgezogen und im ersten Stock mit einem Balkon versehen; beide Giebelabschlüsse sind verziert. Die Dacherkerfenster zu beiden Seiten sind als gotische Maßwerkfenster in Nonnenkopfform gestaltet. Das Dach wird von zwanzig weiteren kleinen Gauben unterbrochen.
Zwei weitere Nebengebäude, nordöstlich der langgestreckte ehemalige Küchentrakt ebenfalls in Fachwerk und südöstlich ein kleiner Bau, ergänzen das Haupthaus.
Die um 1709 in barocken Formen angelegte Parkanlage (Reste im Nordwesten und Osten) wurde um 1800 anglisiert und die Orangerie nach 1802 erbaut.

## Heutige Nutzung
Das Gebäude befindet sich in Privatbesitz.